# Change Of Habit
Change Of Habit er en amerikansk film fra 1969. Filmen, hvis hovedrolle blev spillet af Elvis Presley, blev produceret af Joe Connelly og instrueret af William Graham med Universal og NBC som produktionsselskaber.
Filmen blev indspillet fra begyndelsen af marts til den 2. maj 1969 og havde premiere den 10. november 1969.
Change Of Habit var den 31. og sidste i rækken af spillefilm med Elvis Presley. Filmens manuskript blev skrevet af James Lee, William Schweitzer og Eric Bercovoci på basis af en novelle af John Joseph og Richard Morris. Filmen handler om en læge i et slumkvarter, der træffer tre nonner, som skal se lidt af livets barske realiteter inden de skal træffe den endelige beslutning om at vie resten af deres liv til Jesus. Lægen forelsker sig i den kønneste af nonnerne, men frustreres da hun vælger Gud frem for ham.
Change Of Habit blev optaget i Mayfield Senior School, Pasadena, Californien USA.
Efter premieren på filmen fortalte Presley sin manager, Tom Parker, at han havde besluttet ikke at lave flere film. Han havde mistet lysten, og hos ingen af filmselskaberne blev der protesteret imod dette. Sandt at sige var virkeligheden den, at billetsalget til Presleys film var faldet drastisk op gennem 1960'erne. Change Of Habit blev altså den sidste spillefilm med Elvis Presley, men han lavede dog endnu to film, nemlig de dokumentariske Elvis - That's The Way It Is og Elvis On Tour, der begge beskrev hans turneliv og sceneoptræden på daværende tidspunkt.

## Musik
Sangene i Change Of Habit blev indspillet i Recording Studios i Universal City, Los Angeles, Californien, i perioden 5. – 7. marts 1969 med undtagelse af "Rubberneckin'", som blev indspillet i American Sound Studios i Memphis, Tennessee den 20. januar 1969 i forbindelse med tilblivelsen af Elvis' come-backalbum, From Elvis In Memphis. "Rubberneckin'" var den eneste af filmens sange, der blev udsendt samtidig med filmen. Den var B-side på en singleplade, hvor A-siden var "Don't Cry Daddy" (Mac Davis).
Der blev optaget fem sange til filmen, men kun de fire blev anvendt. De fem sange var:
- "Let Us Pray" (Ben Weisman, Buddy Kaye)
- "Change Of Habit" (Ben Weisman, Buddy Kaye)
- "Rubberneckin'" (Bunny Warren, Dory Jones)
- "Have A Happy" (Ben Weisman, Dolores Fuller, Buddy Kaye)
- "Let's Be Friends" (Chris Arnold, David Martin, Geoffrey Morrow) (ikke brugt i filmen)

"Change Of Habit" og "Have A Happy" udsendtes på LP'en Let's Be Friends i april 1970, mens "Let Us Pray" kom på LP'en You'll Never Walk Alone fra 1971.

## Links
- Change Of Habit på Internet Movie Database (engelsk)
- Change Of Habit i Svensk Filmdatabas (svensk)
- Change Of Habit på AlloCiné (fransk)
- Change Of Habit på MovieMeter (nederlandsk)
- Change Of Habit på AllMovie (engelsk)
- Change Of Habit hos American Film Institute (engelsk)
- Change Of Habit på Turner Classic Movies (engelsk)
- Change Of Habit på The Movie Database (engelsk)
- Change Of Habit på Rotten Tomatoes (engelsk)
- Change Of Habit på Filmaffinity (engelsk)